# 普尔佩赫拉德
普尔佩赫拉德（Pul Pehlad），是印度德里South县的一个城镇。总人口47336（2001年）。

## 人口
该地2001年总人口47336人，其中男性26547人，女性20789人；0—6岁人口8869人，其中男4625人，女4244人；识字率62.79%，其中男性为71.79%，女性为51.31%。